# Jimmy Samijn
Jimmy Samijn (Etterbeek, 24 augustus 1974) is een Belgische zanger die eind jaren negentig bekend werd als leadzanger en boegbeeld van de Nederlandstalige boyband Get Ready!.
Samijns zangcarrière begon in 1996, toen hij reageerde op een advertentie in het jongerentijdschrift Joepie waarin audities voor een nieuwe jongensgroep werd aangekondigd. Hij werd voor de groep - Get Ready - geselecteerd, die met elf nummer één hits zeer succesvol was.
In 1997 ontstond ophef toen homomagazine ZiZo de jongens van Get Ready! ongevraagd outte. De band spande met succes een proces aan wegens smaad, maar in 2002 kwamen zij uit eigen beweging alsnog uit de kast. Jimmy liet in een interview in Het Laatste Nieuws eind januari van dat jaar weten biseksueel te zijn. Hij trouwde op 21 april 2012 te Erpe-Mere met Davy Van Impe.